# Sant Josep de Can Cartró
Sant Josep de Can Cartró és una capella situada a la plaça Verge dels Pobres de Can Cartró, al municipi de Subirats (Alt Penedès). És un centre de culte vinculat a la parròquia de Sant Pere de Lavern.
El projecte de la capella s'inicià el 27 de març de 1961 i fou inaugurada el 18 de març de 1962. Fins aleshores les misses es celebraven a la parròquia de Lavern.
És una església d'una sola nau amb campanar de cadireta en una prolongació de la mateixa façana. Sota el campanar, un òscul per on entra la llum dins de l'església. El paviment és de mosaic.